# 특별사법경찰관리
특별사법경찰관리(特別司法警察官吏)는 형사소송법 제245조의10 제1항에 따라 삼림, 해사, 전매, 세무, 군수사기관 그 밖에 특별한 사항에 관하여 사법경찰관리의 직무를 행하는 자이다. 특별사법경찰관리는 그 사항별로 권한이 제한되어 있고 모든 수사에 관하여 검사의 지휘를 받는다.

## 관련 제도
형사소송법 제245조의10 제1항에 따라 소속 관서의 장의 제청에 의하여 그 근무지를 관할하는 지방검찰청검사장이 지명한 자 중 7급 이상의 국가공무원 또는 지방공무원 및 소방위 이상의 소방공무원은 사법경찰관의 직무를, 8급ㆍ9급의 국가공무원 또는 지방공무원 및 소방장 이하의 소방공무원은 사법경찰리의 직무를 수행한다.
삼림, 해사, 전매, 세무, 군수사기관 기타 특별한 사항에 관하여 사법경찰관리의 직무를 행할 자와 그 직무의 범위는 사법경찰직무법으로서 정해져 있다.

## 경기도
경기도에서 특별사법경찰단은 민생특별사법경찰단과 공정특별사법경찰단으로 편제되어 있다.

### 민생특별사법경찰단
경기도에서 민생특별사법경찰단은 18가지 직무 분야에 대한 위법행위를 단속하고 있다.
1. 식품
  - 일반음식점(집단급식소)의 위생적 취급 여부 단속
  - 미신고 일반음식점 불법 영업 단속 등
2. 의약
  - 사무장병원 등 무면허 의료행위 단속
  - 불법의료광고 등 의료법 위반행위 단속
  - 의/약사면허 불법 대여 행위 단속
  - 불법 의약품 조제·판매행위 단속 등
3. 공중위생
  - 공중위생업소 불법의료행위 단속
  - 무신고 피부 미용업소 단속 등
4. 환경
  - 유독물 사용업소 및 폐수배출시설 폐수처리실태 단속
  - 비산먼지 발생사업장 등 대기오염 단속 등
5. 원산지표시
  - 쇠고기 등 일반음식점 원산지 표시제 단속
  - 농수축산물 원산지표시 위반 단속 등
6. 농약
  - 불법 농약(비료)제조수입판매업행위 단속 등
7. 종자관리
  - 종자(묘)거짓(미)표시 단속
  - 식물보호품종 허위광고, 거래 단속 등
8. 개발제한구역
  - 개발제한구역 내 불법행위(무허가, 불법 용도 변경 등) 단속 등
9. 하천
  - 하천 안 불법점용 및 금지행위(훼손 등) 단속 등
10. 관광
  - 미등록 야영장 경영행위 단속
  - 미신고 유원시설 경영 단속 등
11. 동물보호
  - 동물학대 행위(생산, 도살) 단속
  - 무등록 영업 단속 등
12. 해양
  - 무허가 공유수면 점용‧사용 행위 단속
  - 무허가 어행개발사업 시행행위 단속
  - 선박 또는 해양시설로부터 기름, 유해액체물질, 포장유해물질 배출행위 단속 등
13. 소방
  - 위험물, 소방시설 공사업, 소방시설 설치유지 및 안전관리 수사
14. 수산
  - 무허가‧미등록 수산업 경영행위 단속
  - 관할 수역 내 무허가 어업행위 단속
  - 내수면 내 무허가 무면허 어업행위 단속 등
15. 안전
  - 재난대비 긴급안전점검 위반행위 단속
  - 시설물 안전점검 위반행위 단속 등
16. 가축방역
  - 살처분 명령 미이행 단속
  - 지정검역물의 검역을 받지 않는 행위 단속
17. 산림보호
  - 무허가 산지전용‧토석채취 행위 단속
  - 채종림‧시험림에서 수형목 절취행위 단속
  - 규격‧품질검사를 받지 아니한 목재제품 판매‧유통행위 단속 등
18. 공원관리
  - 자연공원 내 불법시설물 설치 및 공원 훼손행위 단속
  - 미인가 도시공원‧공원시설 설치행위 단속
  - 도시공원‧녹지 내 무허가 건축행위 단속 등

### 공정특별사법경찰단
경기도에서 공정특별사법경찰단은 15가지 직무 분야에 대한 위법행위를 단속하고 있다.
1. 경제
  - 불법 대부업 단속
    - 미등록 대부업
    - 이자율제한 위반

  - 불법 방문판매업(다단계) 단속
    - 무등록 다단계방문판매 조직운영
    - 다단계방문판매업자의 금지의무 위반 등

  - 부정경쟁행위 방지
    - 위조상품 제조판매
    - 상표권 또는 전용사용권 침해

  - 대외무역 위반행위 방지
    - 수입물품 원산지 표시 위반
2. 복지
  - 사회복지법인 관리
    - 보조금의 목적 외 사용
    - 미신고 시설운영
3. 부동산
  - 부동산 불법행위 단속수사
    - 불법 중개거래행위
    - 청약 부정당첨 등
4. 운수사업
  - 여객자동차·화물자동차 운수사업 관련 단속
    - 무면허 운수사업
    - 불법유상대여 행위 등
5. 청소년보호
  - 청소년유해 매체물·약물 단속
  - 청소년유해업소 고용위반 등 단속
6. 부정경쟁
  - 타인의 상호‧상표와 동일한 것을 사용하여 혼동시키는 행위 단속
  - 상표권 또는 전용사용권 침해행위 단속
7. 방문판매
  - 미등록 다단계 판매조직 개설행위 단속
8. 할부거래
  - 미등록 선불식 할부거래업 행위 단속
9. 대외무역
  - 수출입 물품 원산지 미표시 행위 단속
10. 문화재
  - 문화재보호
    - 문화재보호 형상변경
    - 문화재 관리행위 방해 및 공개제한 위반

  - 매장문화재보호
    - 지정문화재 및 가(임시)지정문화재 도굴(발굴)행위
11. 과적도로
  - 과적운행단속, 도로시설물 훼손 행위 단속
12. 저작권
  - 지적재산권 등의 권리를 침해한 행위 단속
13. 계량기
  - 변조된 계량기 양도 및 대여 행위 단속
  - 미등록 계량기 제조 및 수리 행위 단속
14. 석유대체
  - 가짜 석유제품 제조, 수입, 저장, 운송, 보관 또는 판매 단속
15. 자동차
  - 의무(책임)보험 미가입 운행차량 단속
  - 무등록 자동차 정비업, 자동차 무단 방치행위 등 단속